# ヴァーツィ通り
座標: 北緯47度29分39.20秒 東経19度3分8.73秒 / 北緯47.4942222度 東経19.0524250度

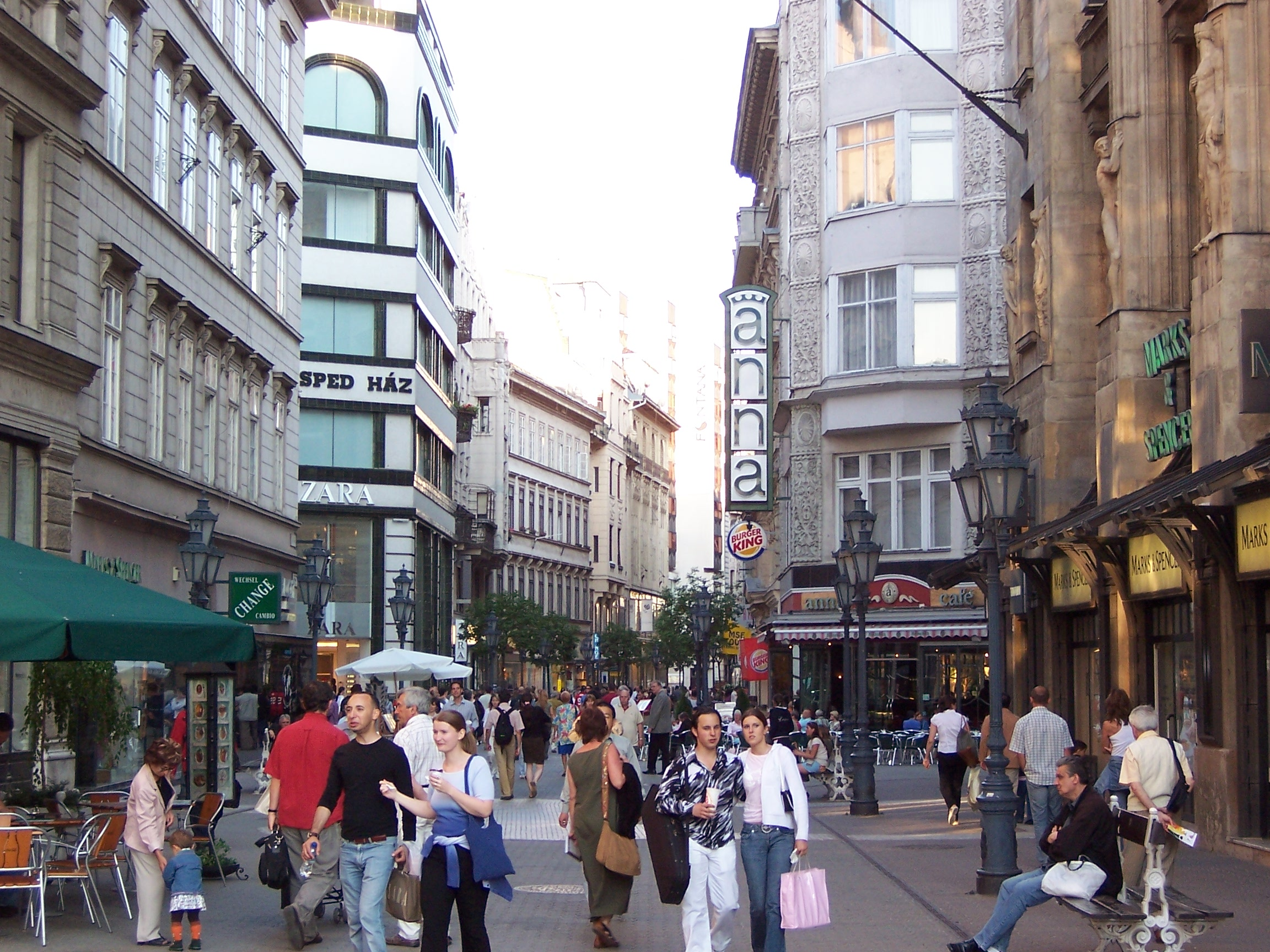
ヴァーツィ通り

ヴァーツィ通り（ハンガリー語: Váci utca）は、ハンガリーのブダペストにある歩行者空間の通りである。旅行者向けの多くの有名なレストランや店舗等が展開しており、ロンリープラネットでは「旅行者の中心地で、直線状に並ぶ喫茶店や店舗は一見の価値あり」と評されている。

## 概要
ヴァーツィ通りはブダペスト有数の商店街であり、ザラ、H&M、マンゴー、ESPRIT、ダグラスAG、スワロフスキー、ヒューゴ・ボス、ラコステ、ナイキ等が展開している。
また、通りはヴェレシュマルティ広場に続いている。

## ギャラリー

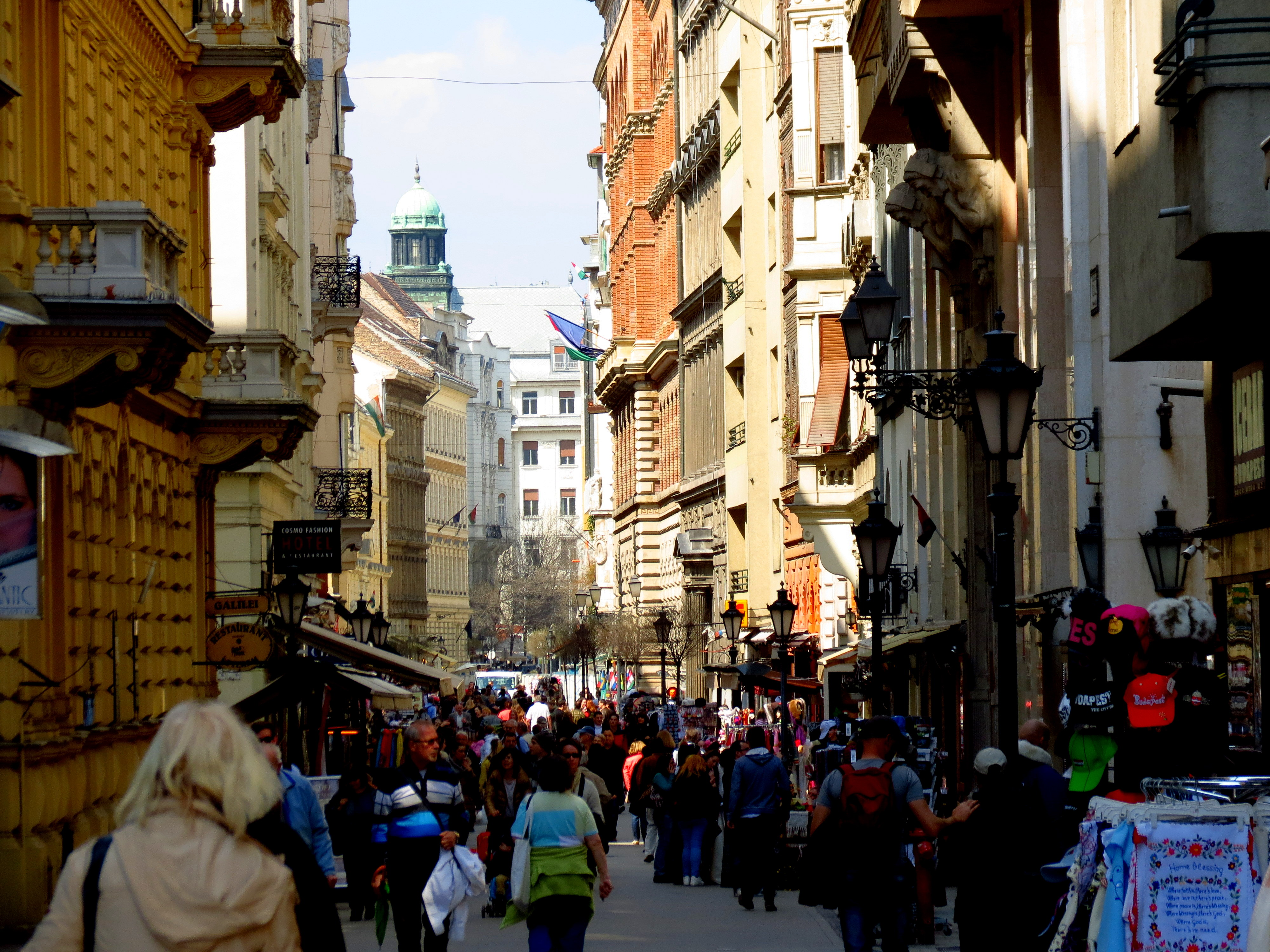
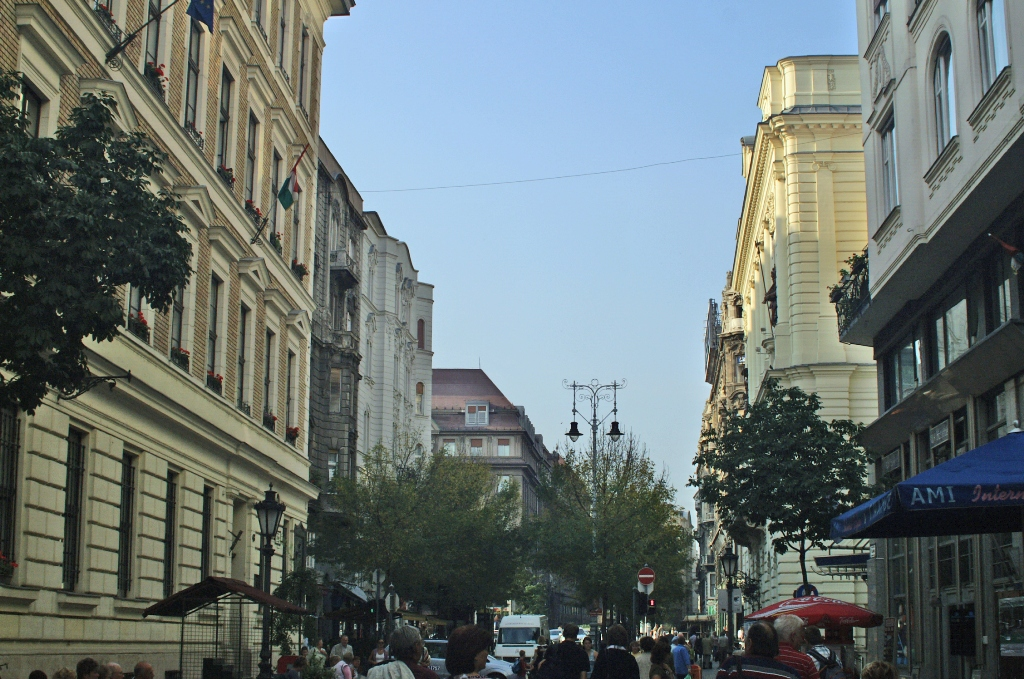
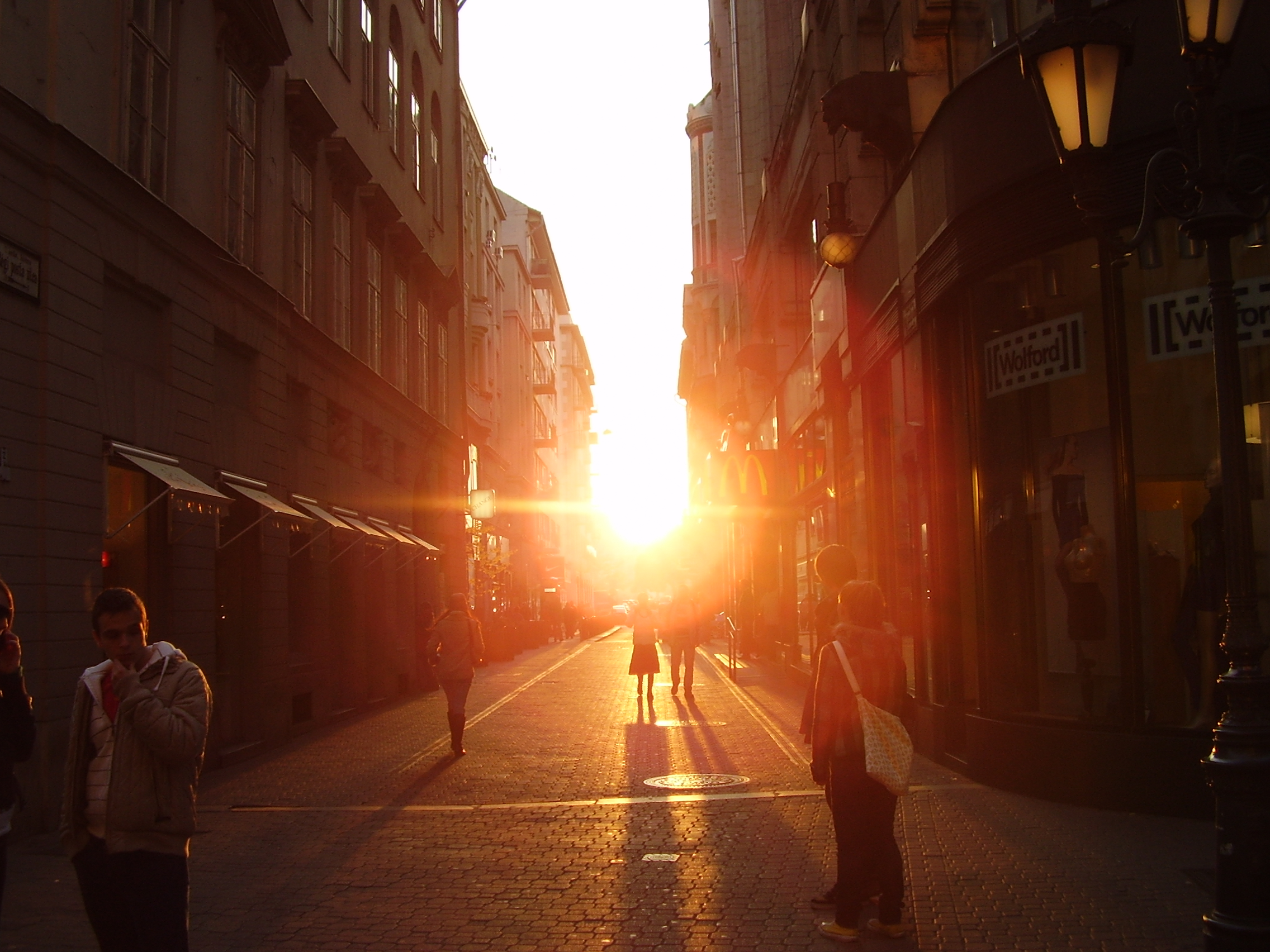
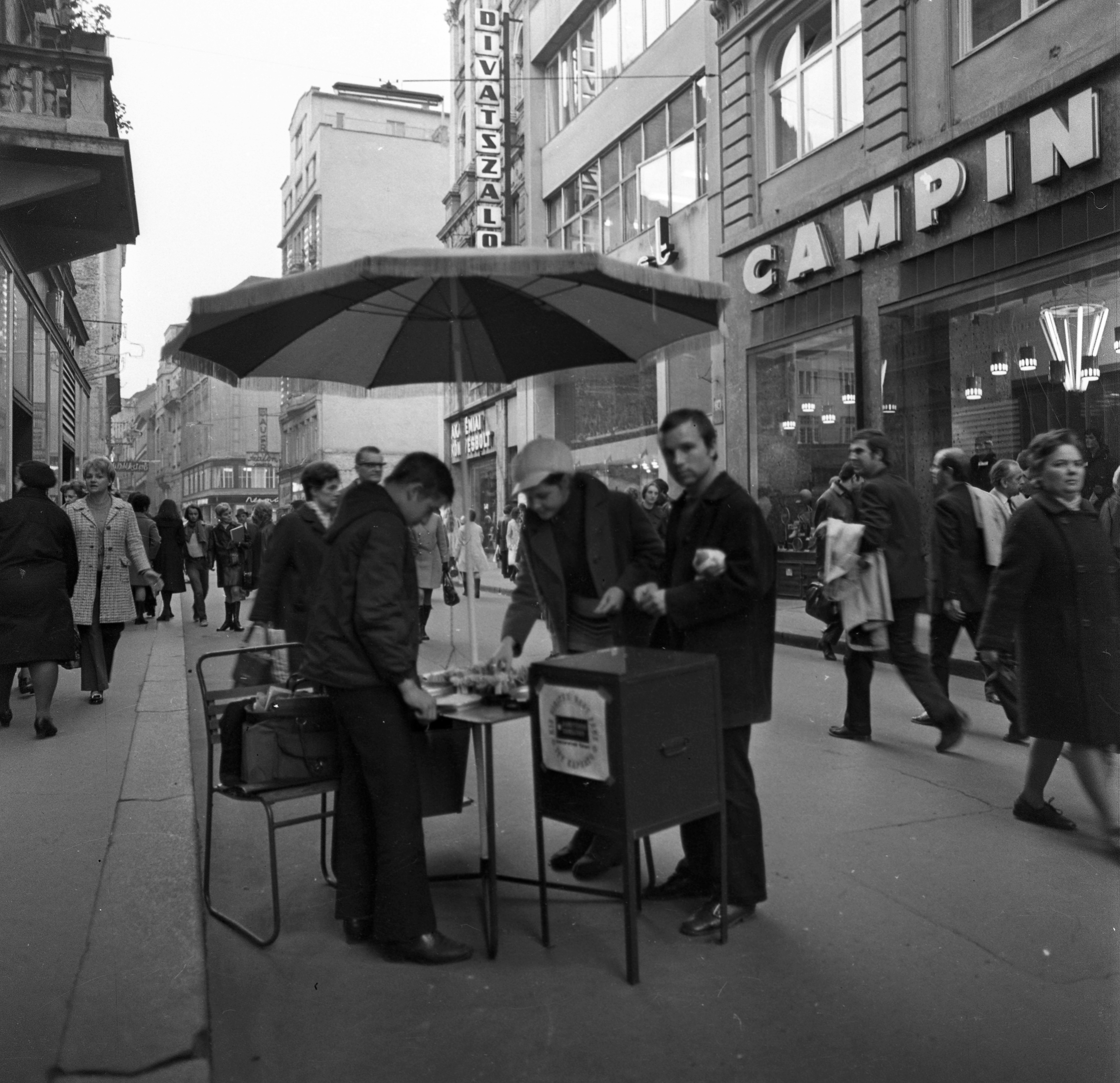